# Julio Nepote
Flavio Julio Nepote Augusto (en latín, Flavius Iulius Nepos Augustus; Dalmacia, 430-Salona, 480) fue emperador del Imperio romano de Occidente —considerado el último de iure— en la época en que la caída del Imperio occidental era ya inminente.
El emperador de Oriente, León I Magno, lo nombró emperador en el año 474, dignidad que recibió tras vencer y destronar a Glicerio. Gobernó durante breve tiempo, ya que al año siguiente fue depuesto por Orestes: un patricio que colocó en el trono a su hijo Rómulo Augústulo. Gobernó en un comienzo sobre Italia y las áreas contiguas que aún se encontraban bajo el control del Imperio romano Occidental; sin embargo, desde el año 475, su poder era efectivo solo sobre Dalmacia, ya que había sido depuesto y sustituido en el resto de lo que quedaba de Imperio de Occidente por Rómulo Augústulo, a pesar de que este nunca fue reconocido por el Imperio oriental.
El Imperio romano de Oriente siguió reconociendo a Nepote como el emperador legítimo de Occidente hasta que fue asesinado por sus soldados. Él nunca reconoció ni aprobó a Rómulo Augústulo, cuyo reinado acabó con su deposición en el año 476 por el hérulo Odoacro. Como Augústulo no fue sustituido, Nepote quedó en la historia como el penúltimo o el último emperador romano de Occidente dependiendo de cómo se evalúe la situación.

## Biografía

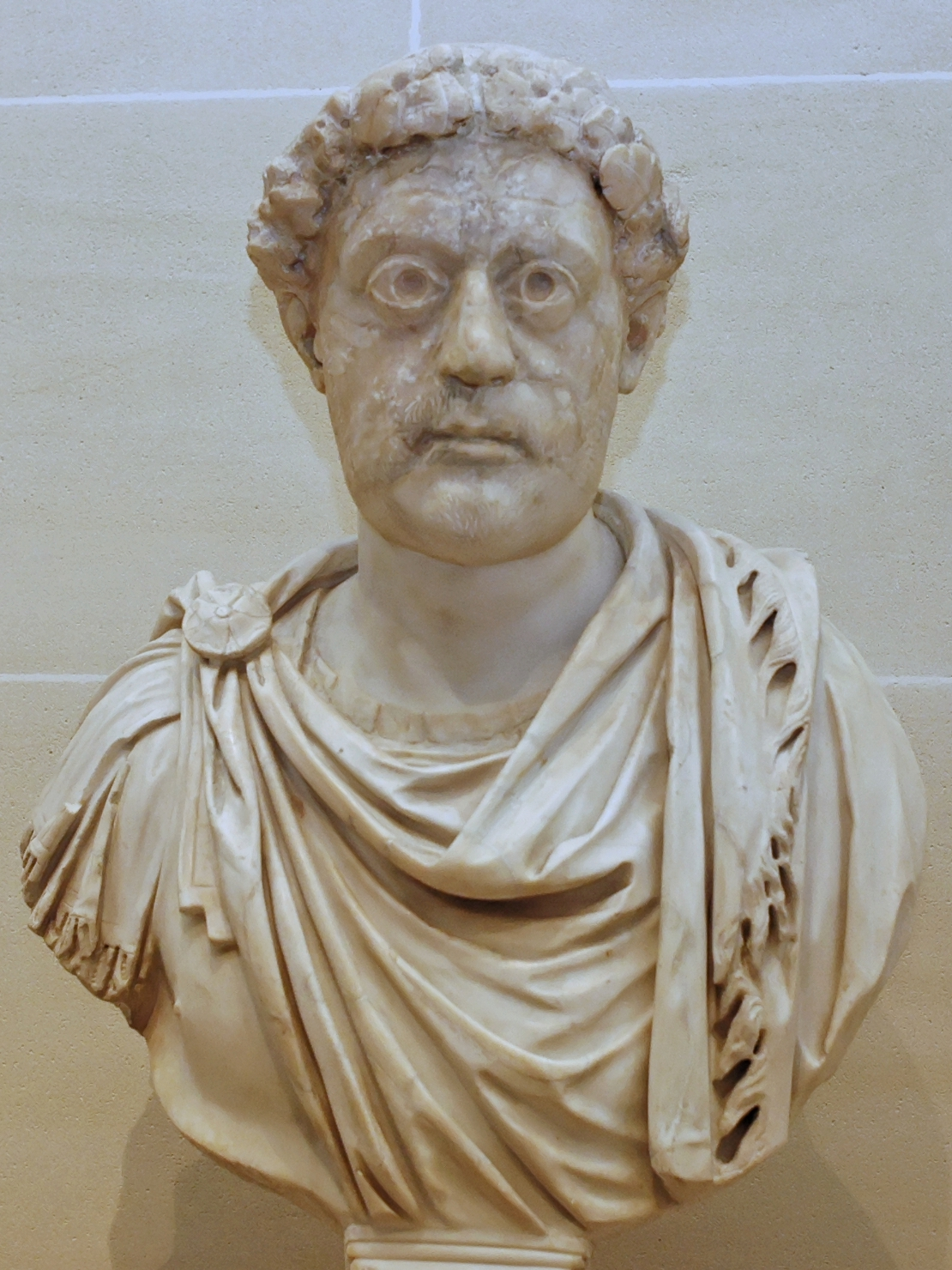
León I el Tracio, emperador de Oriente que, tras los gobiernos usurpadores de Anicio Olibrio y Glicerio, designó a Julio Nepote como emperador de Occidente.

### Ascenso al poder

#### El sobrino
Son varias las teorías que se barajan para explicar el agnomen (sobrenombre) de Julio Nepote, ya que Nepote significa en latín sobrino. Una de estas teorías se relaciona con el hecho de que era el marido de una sobrina de la emperatriz Verina, esposa del emperador de Oriente León I Magno, quien lo nombraría por esta razón emperador Occidental en el año 474, para terminar el reinado del usurpador Glicerio, que había sido coronado emperador por el magister militum burgundio Gundebaldo en la entonces capital occidental, Rávena. Otra teoría indica que el agnomen Nepote tendría relación con el hecho de ser sobrino de Marcelino, un gobernador de Dalmacia que, once años antes del ascenso de Nepote al trono occidental, segregó la provincia que estaba bajo soberanía de Roma y la puso bajo dominio de Constantinopla, generando la molestia de los occidentales. Por último, en no pocos manuales se indica que el apelativo Nepote vendría de su condición de sobrino de Constantino el Grande, algo evidentemente erróneo, seguramente ligado a la confusión que se produce entre Julio Nepote y Juliano el Apóstata, quien sí era sobrino de Constantino.

#### La victoria sobre Glicerio
Oficialmente, ya que según la corte oriental tanto Anicio Olibrio como Glicerio habían sido emperadores usurpadores, León era el emperador exclusivo en tal caso y tenía el derecho de seleccionar al nuevo Augusto occidental. Él escogió a Nepote, gobernador de la provincia de Dalmacia, y en junio del año 474 Nepote entró en Rávena, siendo aceptado como el emperador y expulsando del trono a Glicerio, aunque perdonándole la vida. Glicerio fue enviado como obispo de la ciudad de Salona, ya que de esta forma sería más fácil mantener al usurpador bajo control. Sin embargo esta decisión sería fatal un año más tarde, cuando cruzaron sus caminos de nuevo.

### Mandato
Como emperador, Nepote trató de consolidar su autoridad en la parte restante del Imperio Occidental, consiguiéndolo en Italia, parte de los Balcanes y en la Galia del norte y del sur. Fue capaz de renegociar una paz recientemente concluida con los visigodos y su rey Eurico, logrando intercambiar la región gala de Provenza a cambio de otros territorios menores en donde Nepote era incapaz de mantener un control firme, principalmente la Auvernia. Pero tuvo mucho menos suerte en la negociación con Genserico, el rey de los vándalos, quienes constantemente lanzaban ataques piratas sobre las costas de Italia. Como recientemente había hecho la paz con el Imperio Oriental, Genserico no vio ninguna necesidad de hacer nuevas concesiones a Nepote.
Nepote fue, a fin de cuentas, uno de los más capaces de los tardíos emperadores occidentales, pero nunca pudo superar su impopularidad dentro del Senado romano, quienes no veían con buenos ojos sus lazos cercanos con el Imperio Oriental. Cuando Nepote cometió el error de designar a Flavio Orestes, un personaje que inspiraba muy poca confianza, como su magister militum, su debilidad de apoyo en el corazón occidental se volvió para atormentarlo.

### Su caída

En verde se puede apreciar la soberanía efectiva del Imperio Occidental hacia 476, un año después de la caída de Julio Nepote.

#### Su deposición del trono
El 28 de agosto de 475, Orestes tomó el mando del gobierno en Rávena y forzó a Nepote a escapar en barco a Dalmacia. Ya que él no podía autodesignarse emperador, en su calidad de miembro de una tribu germánica, Orestes designó a su hijo Rómulo como nuevo emperador, quien nació de su esposa romana. El muchacho tenía probablemente no más de diez años, y es conocido en la historia como Rómulo Augústulo, por lo general considerado el último emperador romano de Occidente.

#### Reinado en Dalmacia y muerte
Sin embargo, Nepote siguió gobernando en Dalmacia como el emperador legítimo occidental, y siguió siendo reconocido como tal en la Galia y en la corte oriental. Cuando Odoacro capturó Rávena, mató a Orestes y depuso a Rómulo el 4 de septiembre de 476, él se proclamó rey de Italia y pidió al emperador oriental, Zenón, que legalizara su posición como patricio del Imperio romano y dux de Zenón en Italia. Zenón así lo hizo, pero insistió en el hecho que él reconociera a Nepote como el emperador occidental. Odoacro cumplió con aquello, y hasta emitió monedas con el nombre de Nepote en todas partes de Italia. Una situación similar ocurrió en la Galia del norte donde el general romano Afranio Siagrio acuñó monedas del nombre de Nepote hasta su derrota en 486. Por una cuestión de conveniencia, el Imperio Occidental siguió existiendo después del año 476, pero solo como una formalidad legal.
Disposiciones similares fueron tomadas durante muchos años mientras los acontecimientos no tomaban otro curso. Primero, aproximadamente hacia el año 479, Nepote comenzó a conspirar contra Odoacro, esperando recuperar el control de Italia para sí mismo. Por otro lado, quizás, ya que las fuentes no demuestran real seguridad sobre esto, es que Glicerio, quien continuó siendo obispo de Salona, tramó su venganza personal contra Nepote, por haberle despojado del trono romano. Lo que es cierto es que Odoacro fue determinante para deshacerse de él.
Nepote fue asesinado por sus soldados sobre una de tres fechas posibles —el 25 de abril, el 9 de mayo o el 22 de junio— del año 480, considerándose el 25 de abril como la fecha que es probablemente la correcta. Casi inmediatamente, Odoacro invadió Dalmacia, derrotó a una fuerza conducida por el general romano Ovida el 9 de diciembre, y anexionó la provincia a su propio reino. Agregando combustible a las sospechas sobre Glicerio, se encuentra un informe que Odoacro entonces le hizo al obispo de Mediolanum.

## Evaluación de su mandato
Realmente, pese a los intentos de Nepote de intentar firmar la paz con sus dos mayores enemigos, los visigodos y los vándalos, el destino del Imperio romano de Occidente estaba sellado, ya que el Imperio sólo tenía un control verdadero sobre la región de Italia y estaba absolutamente a merced de sus enemigos; de hecho, apenas en el Mediterráneo se ofrecía resistencia a los vándalos, mientras el Imperio era un auténtico ir y venir de emperadores, usurpadores y magistri militum que deseaban gobernar en nombre de otros.